# Yevgueni Alekséyev
Yevgueni Borisóvich Alekséyev (transliterado del cirílico Евгений Борисович Алексеев) (13 de mayo de 1946-2 de abril de 1987) fue un botánico, agrostólogo ruso que realizó, en su corta carrera científica, más de 250 identificaciones y clasificaciones de nuevas especies de gramíneas.
En 1965, se incorporó a la Facultad de Biología de la Universidad Estatal de Moscú. Y en 1967, tomó parte en la expedición de técnicos del Jardín Botánico Mescherskaya de la Universidad de Moscú.
Por su prematura muerte, su tesis doctoral sobre Festuca quedó inacabada.

## Honores

### Eponimia
- (Poaceae) Festuca alekseevii Fern.Casas & M.Laínz ex Tzvelev[2]

- (Typhaceae) Rohrbachia alekseevii (Mavrodiev) Mavrodiev[3]
- La abreviatura «E.B.Alexeev» se emplea para indicar a Yevgueni Alekséyev como autoridad en la descripción y clasificación científica de los vegetales.[4]